# Skuleboda
Skuleboda är det största fältspatsbrottet i Västergötland och ligger i Väne Ryr. Gruvan är numera vattenfylld. I kanten kan man se medelkornig gnejsgranit och i nordvästra hörnet grovkornig pegmatit med ganska hög glimmerhalt. Utöver kvarts och fältspat har man hittat flusspat och amazonsten. Under åren 1927, 1931-1934 uttogs 6 744 ton fältspat och 10 523 ton kvarts.
150 meter söder om gruvan ligger Essljungs gruva.